# 烏爾達 (起司)

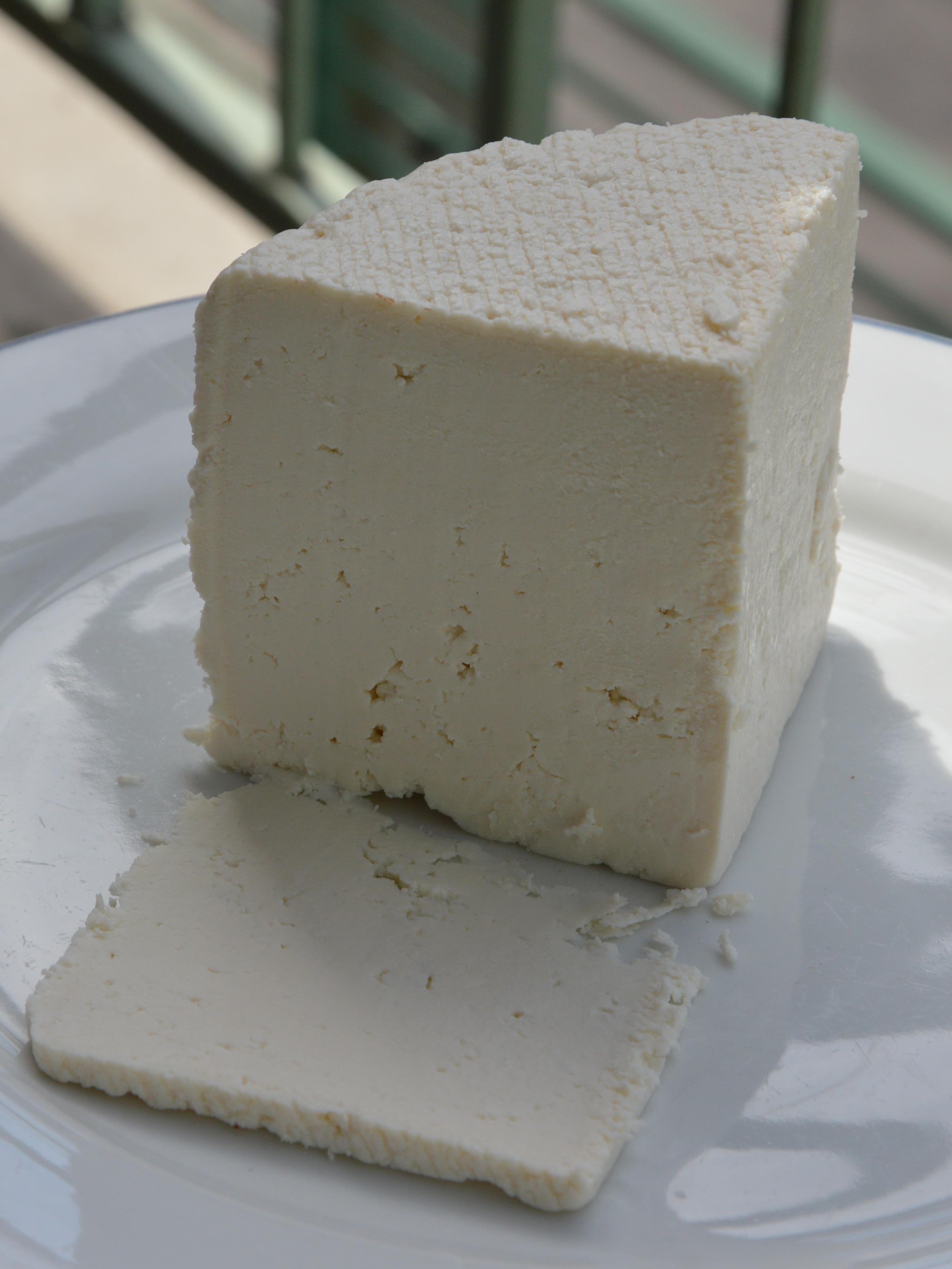
烏爾達

烏爾達（羅馬尼亞語：Urdă）是一種在巴爾幹地區常見的乾酪。烏爾達由綿羊奶、山羊奶或牛乳清製成。一些人認為烏爾達起源於羅馬尼亞。